# Parelloop 1991
De Parelloop 1991 vond plaats op zondag 14 april 1991. Het was de derde editie van dit evenement.
De wedstrijd bij de mannen werd gewonnen door de Nederlander Tonnie Dirks in 28.39. Hij bleef hiermee zijn landgenoten Luc Krotwaar (28.43) en Bert van Vlaanderen (28.47) nipt voor. Bij de vrouwen won de Nederlandse Joke Kleijweg in 32.44.
Naast de 10 km kende dit evenement ook een loop over 5 km en een wheelerwedstrijd over 10 Engels mijl.

## Wedstrijd

### Mannen
| rang   | naam                | land | tijd  |
| ------ | ------------------- | ---- | ----- |
| Goud   | Tonnie Dirks        | NED  | 28.39 |
| Zilver | Luc Krotwaar        | NED  | 28.43 |
| Brons  | Bert van Vlaanderen | NED  | 28.47 |
| 4      | John Vermeule       | NED  | 28.56 |
| 5      | Hans Koeleman       | NED  | 29.17 |
| 6      | Marco Gielen        | NED  | 29.20 |
| 7      | Huub Pragt          | NED  | 29.48 |
| 8      | Cor Lambregts       | NED  | 29.57 |
| 9      | Marc Jaspers        | NED  | 30.11 |
| 10     | Wil Goessens        | NED  | 30.35 |

### Vrouwen
| rang   | naam            | land | tijd  |
| ------ | --------------- | ---- | ----- |
| Goud   | Joke Kleijweg   | NED  | 32.44 |
| Zilver | Mieke Hombergen | NED  | 34.51 |
| Brons  | Desiree Heynen  | NED  | 37.57 |

1989 ·
1990 ·
1991 ·
1992 ·
1993 ·
1994 ·
1995 ·
1996 ·
1997 ·
1998 ·
1999 ·
2000 ·
2001 ·
2002 ·
2003 ·
2004 ·
2005 ·
2006 ·
2007 ·
2008 ·
2009 ·
2010 ·
2011 ·
2012 ·
2013 ·
2014 ·
2015 ·
2016 ·
2017 ·
2018 ·
2019 ·
2020 (afgelast) ·
2021 (afgelast) ·
2022 ·
2023 ·
2024